# رولاند کونیگسهوفر
رولاند کونیگسهوفر (آلمانی: Roland Königshofer؛ زادهٔ ۲۴ اکتبر ۱۹۶۲) ورزشکار دوچرخه‌سواری پیست اهل اتریش است.
وی در مسابقات کشوری و بین‌المللی در مجموع برندهٔ ۳ مدال طلا، ۵ مدال نقره، ۲ مدال برنز شده‌است.